# Blaafarveværket
Музей «Blaafarveværket» (норв. Blaafarveværket Modum) — бывшая горнодобывающая компания в норвежской коммуне Мудум, основанная в 1776 году королём Кристианом VII; после наполеоновских войн компания была передана частным владельцам и в период 1821—1849 годов стала крупнейшей промышленной компанией страны, занимая 80 % мирового рынка производства синей краски для бумажной, фарфоровой и стекольной промышленности. В 1968 году бывшие заводские помещения и шахты были приобретены фондом «Stiftelsen Modums Blaafarveværk», который создал на их базе музей под открытым небом и художественную галерею; галерея ежегодно проводится масштабную художественную выставку.

## История и описание

### Фабрика
В 1772 году горный разведчик Оле Видтлох обнаружил в данной местности ярко-синее соединение кобальта. После открытия уникальной фабрики её продукция стала экспортироваться по всему миру — в 1788 году ярко синюю краску для стекла и фарфора завезли в Китай и Японию. В 1827 году около 500 рабочих трудились в местных шахтах — к 1840 году их число возросло до 1200 человек. Но уже в 1848 году фабрика обанкротилась, а через год её приобрела английская компания «Goodhall & Reeves»; в 1855 году завод стал собственностью саксонской компании «Nickelhütte Aue». В 1930-х годах части обширного объекта были снесены и, одновременно, начались реставрационные работы в оставшихся зданиях. В конце 1960-х годов район снова начал использоваться в промышленных целях, хотя и в значительно меньших масштабах.

### Изобразительное искусство
В сентябре 1968 года Кьелл Расмус Стейнсвик обнаружил, что помещения бывшей крупнейшей промышленной компанией страны «Blaafarveværket» медленно разрушаются; вместе со своей женой Тон Тондинг Стейнсвик он начал работу по спасению зоны. Фонд «Stiftelsen Modums Blaafarveværk» был основан в 1970 году: его деятельность, направленная на создание музея, встретила сопротивление со стороны муниципалитета и местных жителей, которые хотели сохранить промышленное производство и свои рабочие места. В итоге, центр был признан памятником архитектуры: бывшие шахты стали охраняться, а здания — поддерживаться.
В 1993 году бывшие кобальтовые рудники были вновь открыты — в качестве музея — королем Харальдом V. Blaafarvværket стал одним из 10 самых посещаемых музеев Норвегии; на его территории, простирающейся на 8 км, стали проходить ежегодные художественные выставки. В 2018 году музей был назван норвежским «Музеем года». С 1978 года классическое искусство северных стран стало демонстрироваться в выставочных зданиях центра — в XXI веке выставки современного и актуально искусства стали всё чаще проходить в музее. В 2016 году здесь прошла групповая выставка «Møter med Kai Fjell», включавшая работы Ларса Кноттеруда Эллинга (род. 1966) и Хокона Антона Фагероса (род. 1975); первая в Норвегии ретроспективная выставка норвежско-американской современной художницы Иды Лоренцен (род. 1951) и датского классического художника Вильгельма Хаммершоя (Vilhelm Hammershøi, 1864—1916) «The Magic of Quietness» прошла в мае-сентябре 2005 года.